# Impasse des Pavillons
Impasse des Pavillons är en återvändsgata i Quartier des Grandes-Carrières i Paris artonde arrondissement. Ursprunget till gatans namn är höljt i dunkel, men det kan ha att göra med paviljongliknande bostäder vilka tidigare var belägna på platsen. Impasse des Pavillons börjar vid Rue Leibniz 4.

## Bilder
| - Sainte-Geneviève des Grandes-Carrières. - Square Maria-Vérone. |

## Omgivningar
- Sainte-Geneviève des Grandes-Carrières
- Square Maria-Vérone

## Kommunikationer
- Tunnelbana – linje  – Porte de Clignancourt
- Tunnelbana – linje  – Porte de Saint-Ouen
- Busshållplats Poteau – Belliard – Paris bussnät, linjerna 60 95

### Webbkällor
- ”Impasse des Pavillons”. Mairie de Paris. https://web.archive.org/web/20190905052249/http://www.v2asp.paris.fr/commun/v2asp/v2/nomenclature_voies/Voieactu/7140.nom.htm. Läst 8 oktober 2023.